# Eric Boëda

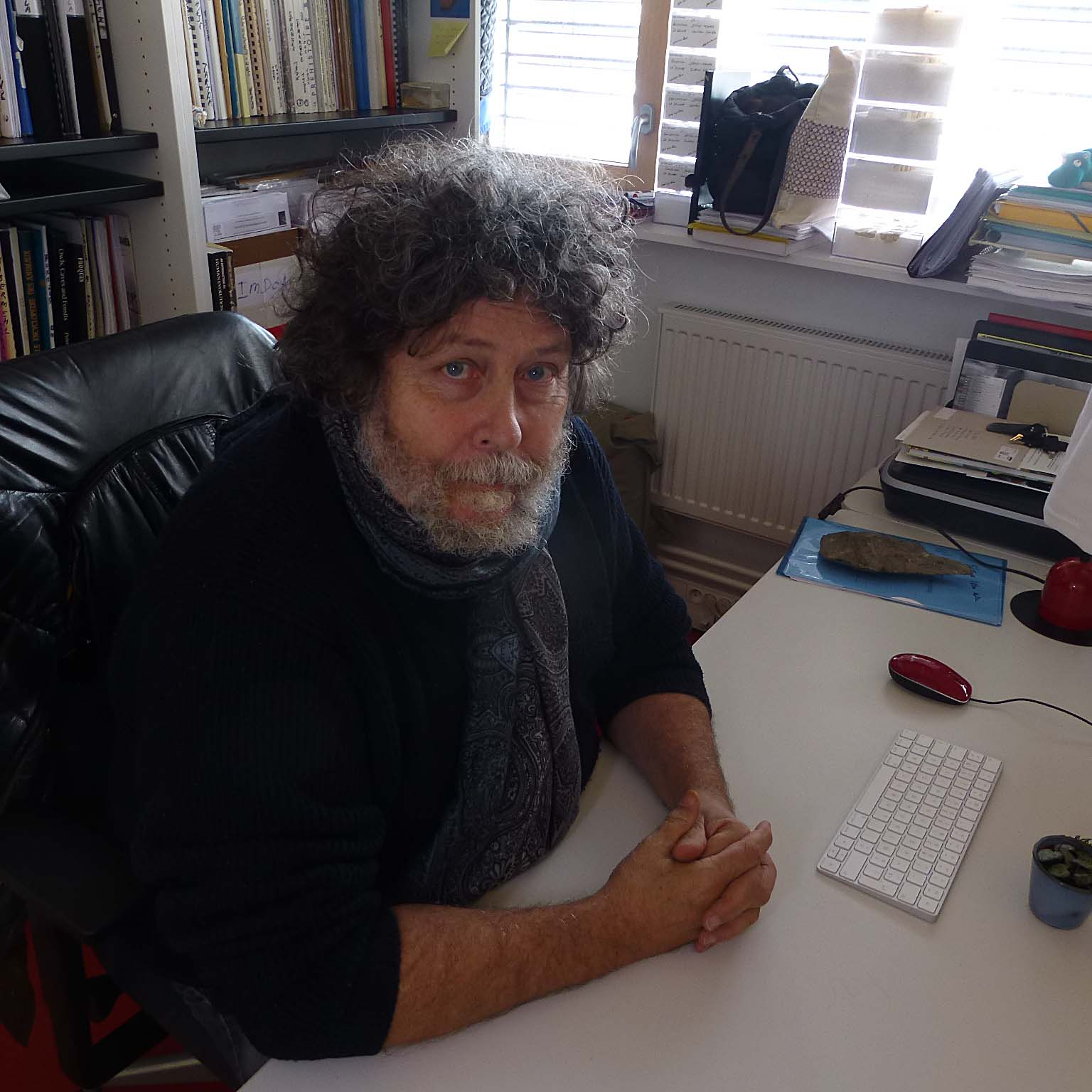
Eric Boëda, 2018

Eric Boëda (* 14. November 1953 in Courbevoie) ist Professor für Urgeschichtliche Archäologie an der Université Paris X - Nanterre. Seinen Schwerpunkt bildete zunächst die mit den Neandertalern verbundene Levalloistechnik bei der Bearbeitung von Steinwerkzeugen, eine Forschung, die er auf Grabungsstätten Syriens adaptierte.

## Leben
Geboren als Sohn von Jean Boëda und Marie-Thèrése Brossat studierte er Medizin und praktizierte als Arzt. 1981 hatte er sein Studium der Medizin an der Université Bichat-Beaujon Paris VII abgeschlossen. 1986 wurde er im Fach Ethnologie et Sociologie comparative mit dem Wahlschwerpunkt Vorgeschichte (préhistoire) in Nanterre mit einer Thèse mit dem Titel Approche technologique du concept Levallois et évaluation de son champ d'application : étude de trois gisement saaliens et weichseliens de la France septentrionale promoviert. 1997 habilitiert wurde er nach Nanterre berufen. Ab 1987 grub er im Osten Syriens, dabei bald insbesondere an den Fundstätten Um el Tlel und El Meirah. 1990 heiratete er Pascale Binant, mit der er zwei Kinder hat.
„Im Kontext lithischer Analysen ist die Forschung Boëdas von herausragender Bedeutung, da zahlreiche technologische Ansätze formuliert wurden, die häufig Anwendung finden und in manchen  Forschungstraditionen beinahe zum Standard gehören.“
2005 erhielt er den Gay-Lussac-Humboldt-Preis.

## Publikationen (Auswahl)
- Le concept Levallois. Variabilité des méthodes (= Monographie du CRA. 9). CNRS, Paris 1994. ISBN 2-222-04772-2
- mit Jean-Michel Geneste, Christophe Griggo, Norbert Mercier, Sultan Muhesen, Jean-Louis Reyss, Ahmed Taha und Hélène Valladas: A Levallois Point embedded in the vertebra of a wild ass (Equus africanus): hafting, projectiles and Mousterian hunting weapons, in: Antiquity 73,280 (1999) 394–402, doi:10.1017/S0003598X00088335.
- Levallois. A volumetric reconstruction, methods, a technique, in: Harold L. Dibble, Ofer Bar-Yosef (Hrsg.): The Definition and Interpretation of Levallois Technology (= Monographs in World Archaeology, 23), Prehistory Press, Madison 1995, S. 41–68. ISBN 1-88109-412-X
- mit Christophe Griggo und Sandrine Noël-Soriano: Différents modes d'occupation du site d'Umm el Tlel au cours du Paléolithique moyen (El Kowm, Syrie centrale), in: Paléorient 27,2 (2001) 13–28. doi:10.3406/paleo.2001.4729
- mit Marie-Agnès Courty, Nicolas Fedoroff, Christophe Griggo, Ian G. Hedley, Sultan Muhesen: Le site acheuléen d'El Meirah, Syrie, in: Olivier Aurenche, Marie Le Miere, Paul Sanlaville (Hrsg.): From the River to the Sea. The Palaeolithic and the Neolithic on the Euphrates and in the Northern Levant. Studies in honour of Lorraine Copeland (= British Archaeological Reports. International Series, 1263), Archaeopress, Oxford 2004, S. 165–201. ISBN 1-8417-1621-9
- mit Yinghua-Li, Hubert Forestier, Yuduan Zhou: Lithic technology typology and cross-regional comparison of Pleistocene lithic industries: Comment on the earliest evidence of Levallois in East Asia / Technologie lithique, typologie et comparaison transrégionale des industries lithiques du Pléistocène: commentaire sur la première preuve du Levallois en Asie de l'Est, ScienceDirect März 2022. (online bei researchgate.net)